# S:t Lars kapell, Vanda
S:t Lars kapell (finska: Pyhän Laurin kappeli) är en finländsk kyrkobyggnad i Helsinge kyrkoby i Vanda, som tillhör Vanda svenska församling. Det ligger nära församlingens huvudkyrka, Helsinge kyrka S:t Lars.
Kapellet, som ritats av Anu Puustinen och Ville Hara på Avanto arkkitehdit Oy i Helsingfors efter en 2003 utlyst öppen arkitekttävling. Det blev färdigt 2010. Det är en byggnad byggd i stål och betong, med ett klocktorn, och med tak i kopparplåt och golv i skiffer. Kapellet har två salar. Den större har plats för omkring 100 personer och den mindre för 25 personer.
Pertti Kukkonen och Pekka Jylhä har utformat konstverk i kapellet efter en utsmyckningstävling 2007. Pertti Kukkonen har utformat Korsets väg, med reliefer som är infällda i en putsad vägg. Pekka Jylhä har gjort glasskulpturen Det heliga. Kyrkotextilierna har utformats av Anu Puustinen och Ville Hara.